# ГЕС Такуарусу
ГЕС Такуарусу (порт. Usina Hidrelétrica de Taquaruçu) — гідроелектростанція на сході Бразилії на межі штатів Сан-Паулу та Парана. Розташована між ГЕС Капівара (вище за течією) і ГЕС Розана, входить до складу каскаду на річці Паранапанема, лівій притоці Парани.
У межах проекту Паранапанему перекрили комбінованою бетонною та земляною греблею висотою 30 метрів і довжиною 2100 метрів, на яку витратили 3 млн м3 ґрунту та 709 тис. м3 бетону. Ця споруда утримує водосховище з площею поверхні 80 км2 та об'ємом 754 млн м3 (корисний об'єм 135 млн м3), в якому можливе операційне коливання рівня поверхні між позначками 282 та 284 метри НРМ (максимальний рівень на випадок повені 285 метрів НРМ, а площа при цьому збільшується до 110 км2).
Зі сховища вода подається до інтегрованого у греблю машинного залу, обладнаного п'ятьма турбінами типу Каплан потужністю по 110,8 МВт, котрі працюють при напорі у 23 метри.